# Nia Künzer
Nia Tsholofelo Künzer (* 18. Januar 1980 in Mochudi, Botswana) ist eine deutsche Fußballfunktionärin und ehemalige Fußballspielerin. Mit dem 1. FFC Frankfurt wurde sie jeweils siebenmal deutsche Meisterin und DFB-Pokal-Siegerin sowie dreimal UEFA-Cup-Siegerin. 2003 gewann sie mit der deutschen Mannschaft die Fußball-Weltmeisterschaft der Frauen. Seit Januar 2024 ist sie die erste DFB-Sportdirektorin für den Frauenfußball.

## Leben
Nia Künzer wurde in Botswana geboren, wo ihre Eltern Anfang der 1980er Jahre als Entwicklungshelfer arbeiteten. Sie ist in Wetzlar aufgewachsen, wo sie heute wieder mit ihren zwei Kindern und ihrem Ehemann wohnt. Nia stammt aus der Swahili-Sprache und bedeutet „Ich will“, der Setswana-Begriff Tsholofelo heißt „Hoffnung“.

### Sportliche Laufbahn
Ihre fußballerische Laufbahn begann die Defensivspielerin bei Eintracht Wetzlar, bevor sie über den VfB Gießen zur SG Praunheim wechselte (deren Bundesligalizenz wiederum zum 1. Januar 1999 vom wenige Monate zuvor gegründeten 1. FFC Frankfurt übernommen wurde). Bei den Frankfurterinnen war sie von 1999 bis 2004 Spielführerin. Im Pokalfinale 1999 schoss sie das entscheidende Tor zum 1:0-Erfolg gegen den FCR 2001 Duisburg.
Am 27. Mai 1997 debütierte sie im Spiel gegen Dänemark in Kopenhagen in der Nationalmannschaft. Am 25. Oktober 2001 erzielte sie im Spiel gegen Portugal ihr erstes von zwei Länderspieltoren. Besonders mit Künzer verbunden ist ihr Golden Goal im Finale der Weltmeisterschaft 2003 am 12. Oktober 2003 für Deutschland gegen Schweden. Der Treffer – durch die Rückkehr zur traditionellen Verlängerung im Juli 2004 zugleich das bisher letzte Golden Goal in der FIFA-Geschichte – wurde später zum Tor des Jahres gewählt und verschaffte ihr auch darüber hinaus größere mediale Aufmerksamkeit: 2004 wurde sie zur Maxim Woman of the Year in der Rubrik Sport gewählt. Nachdem sie bereits am 15. November 2003 beim 13:0-Sieg gegen Portugal letztmalig für die deutsche Auswahl aufgelaufen war, erklärte sie 2006 ihren Rücktritt aus der Nationalmannschaft. Insgesamt absolvierte sie 34 Länderspiele.
Auf Grund mehrerer langwieriger Verletzungen – in ihrer Karriere erlitt sie insgesamt vier Kreuzbandrisse – beendete sie nach der Saison 2007/08 ihre Vereinskarriere.

### Weiterer Berufsweg
Noch während ihrer aktiven Sportkarriere begann sie im März 2006 exklusiv als Frauenfußball-Expertin für die ARD zu arbeiten. Sie begleitete unter anderem das Aus der deutschen Frauenfußball-Nationalmannschaft im Viertelfinale bei der Fußball-Weltmeisterschaft der Frauen 2011 in Deutschland, den Titel bei der Fußball-Europameisterschaft der Frauen 2013 und das Finale der Fußball-Europameisterschaft der Frauen 2022. Als Expertin des ARD-Morgenmagazins begleitete sie auch Spiele der Männer-Nationalmannschaft, unter anderem bei der WM 2010 in Südafrika. Künzer beendete ihr Engagement als Expertin bei der ARD nach 17 Jahren nach der Fußball-Weltmeisterschaft der Frauen 2023.

„Heute ist es selbstverständlich, dass Frauen als Expertinnen in Fußball-Sendungen eingesetzt werden, als Nia aber 2006 in der ARD anfing, war sie die einzige Fußball-Expertin im deutschen Fernsehen. Damit war und ist sie Vorbild für viele.“

Anfang 2008 schloss Nia Künzer ihr Studium der Pädagogik an der Justus-Liebig-Universität Gießen ab.
Im Februar 2017 wechselte sie zum Regierungspräsidium Gießen in das Dezernat für den Bereich Integration, Sozialbetreuung und Ehrenamt in der Erstaufnahmeeinrichtung des Landes Hessen, das sie von Januar 2018 bis Dezember 2023 leitete.
Gemeinsam mit Sportkommentator und Journalist Bernd Schmelzer verfasste sie mit Warum Frauen den besseren Fußball spielen ein Sachbuch über Frauenfußball, das anlässlich der Fußball-Weltmeisterschaft der Frauen 2023 erschien.
Seit Januar 2024 bekleidet sie den beim DFB neu geschaffenen Posten der Direktorin Frauenfußball. Ihr Vertrag lief zunächst über drei Jahre, im Juni 2025 wurde er bis 2029 verlängert. Für diesen Zeitraum hat sie sich vom Regierungspräsidium Gießen beurlauben lassen.

### Soziales Engagement
Künzer engagierte sich immer wieder für verschiedene Präventionsprojekte, u. a. seit 2007 für das Verkehrspräventionsprojekt „verkehrssicher-in-mittelhessen“, zu dem auch die Aktion BOB gehört.
Seit dem 14. April 2008 ist sie ehrenamtliche Botschafterin der Region Mittelhessen.
Seit 2009 ist sie außerdem Botschafterin für die Kampagnen „Kinder stark machen“ und „Alkoholfrei Sport genießen“ der Bundeszentrale für gesundheitliche Aufklärung (BZgA), die sich für die frühe Suchtvorbeugung bei Kindern und Jugendlichen starkmachen.
Zusammen mit der Organisation NETZ Bangladesch setzt sie sich für die Schulbildung von Mädchen in Bangladesch ein und gegen die Verheiratung von Minderjährigen. Im Jahr 2011 erhielt sie den Albert-Schweitzer-Preis des gleichnamigen Verbandes der Familienwerke und Kinderdörfer.
Künzer ist Mitglied des ehrenamtlichen Kuratoriums der Welthungerhilfe, das Präsidium und Vorstand der Organisation berät.
Künzer ist Kuratoriumsmitglied der Egidius-Braun-Stiftung.

## Erfolge

### Titel

#### Verein
- Deutsche Meisterin: 1999, 2001, 2002, 2003, 2005, 2007, 2008 (mit dem 1. FFC Frankfurt)
- Deutsche Pokalsiegerin: 1999, 2000, 2001, 2002, 2003, 2007, 2008 (mit dem 1. FFC Frankfurt)
- UEFA-Cup-Siegerin: 2002, 2006, 2008 (mit dem 1. FFC Frankfurt)

#### Nationalmannschaft
- Weltmeisterin: 2003

### Auszeichnungen
- 2003: Silbernes Lorbeerblatt
- 2010: Hessischer Verdienstorden
- 2011: Walter-Scheel-Preis für ihr Engagement in der Entwicklungszusammenarbeit
- 2012: Albert-Schweitzer-Preis von NETZ Bangladesch[15]
- 2017: Bundesverdienstkreuz am Bande[18]
- 2019: Aufnahme in die Hall of Fame

## Veröffentlichungen
- mit Bernd Schmelzer: Warum Frauen den besseren Fußball spielen. Edel Verlagsgruppe, Hamburg/München 2023, ISBN 978-3-9858805-6-0